# Abcam
Abcam ist ein britisches Online-Handelsunternehmen für polyklonale und monoklonale Antikörper und vermehrt auch weitere Reagenzien für die Grundlagenforschung, die weltweit über das Internet vertrieben werden. Das börsengehandelte und im Alternative Investment Market (AIM) der London Stock Exchange (LSE) notierte Unternehmen hat seinen Sitz in Milton bei Cambridge (England) und operiert von weltweit 13 Standorten aus mit 1'800 Mitarbeitenden, davon 400 in Forschung und Entwicklung (F&E).

## Geschichte
Das Unternehmen wurde 1998 vom Telekommunikationsunternehmer David Cleevely und den Biologen Jonathan Simon Milner und Tony Kouzarides im britischen Cambridge gegründet. Während Milner als Postdoc an der Universität Cambridge bei Kouzarides über das Protein BRCA2 arbeitete, kam ihnen die Idee zur Gründung des Unternehmens, nach eigenen Angaben, durch das Fehlen von geeigneten Forschungsantikörpern und die geringe Verfügbarkeit verlässlicher Daten zu den wenigen erhältlichen Antikörpern. Die Firma Abcam ist ein Kofferwort aus (ab) antibody (engl. für Antikörper) und (cam) Cambridge.
Bald nach Gründung des Unternehmens 1998 wurde eine Webseite erstellt. Die Webseite war ursprünglich eine Suchmaske die auf die verschiedenen Hersteller verlinkte. So erfuhr Abcam von den am häufigsten gesuchten Antikörpern und kontaktierte dann selbst die Hersteller und vertrieb diese Produkte nun unter dem Namen Abcam. Um Cashflow zu generieren, wurden Auftragsfertigungen für Antikörper gegen bestimmte Zielproteine für wissenschaftliche Projekte angenommen. Die Antikörper wurden extern bei einem belgischen Unternehmen hergestellt und durch Abcam verkauft.
Die Fokussierung und Auslegung des Geschäftsmodells auf Internet und e-Commerce bereits 1998, zu einer Zeit als das Internet von den anderen Antikörperherstellern noch nicht wirklich genutzt wurde, brachte Abcam einen klaren Wettbewerbsvorteil.
Ende 2007 kaufte Abcam von dem Laborautomatisierungsexperten Beckman Coulter ein System für eine automatisierte Herstellung von monoklonalen Antikörpern. Somit konnte Abcam erstmals ab 2008 eigene monoklonale Antikörper herstellen.
Laut dem 2009 Report der BioInformatics LLC wuchs der Marktanteil von Abcam im Bereich von Forschungsantikörpern auf 10 % in 2009 gegenüber 5,2 % im Jahr 2006. Damit war Abcam hinter Santa Cruz Biotechnology der zweitgrößte Lieferant.
Nach einer Online-Umfrage 2011 von Frost & Sullivan mit über 1100 Lesern von The Scientist war Abcam der dritthäufigste Lieferant für Forschungsantikörper nach Sigma-Aldrich und Santa Cruz Biotechnology.
Die Online-Plattform Labome gibt an, dass 2012 ca. 8,5 % von 10100 untersuchten wissenschaftlichen Publikationen im Bereich Biologie-Medizin Produkte des Anbieters Abcam verwendet hatten.
Im Jahr 2012 wurden zu über 80 % Produkte von anderen Herstellern bezogen und vor dem Weiterverkauf umverpackt. Diese Produkte werden nicht in eigenen Labors getestet. Es wird Wert darauf gelegt, auf der Unternehmenswebsite zu den häufig verkauften Produkten möglichst auch Daten, Reviews und Bewertungen anzuzeigen. Für diese Produkte kann der Verkaufspreis erhöht werden. Zur Unternehmenspolitik gehört, dass dies aus Kostengründen nur zu einem geringen Teil durch Angestellte und größtenteils durch Reviews von Kunden und Daten von Lieferanten erledigt wird. Ferner verzichtet das Unternehmen auf einen Außendienst. Antikörper von über 400 verschiedenen Herstellern wurden im Geschäftsjahr 2012 unter dem Label Abcam vermarktet.
Im August 2023 hat Danaher ein Übernahmeangebot für den Rivalen Abcam abgegeben. Dieses bewertet Abcam inklusive Schulden mit insgesamt 5,7 Mrd. US-Dollar.

## Übernahmen
Im Mai 2011 wurde bekannt gegeben, dass Abcam das 2004 in Eugene, Oregon (US) gegründete Unternehmen MitoSciences für 6 Mio. USD kauft. Das Unternehmen bietet ca. 200 Reagenzien und monoklonale Antikörper für die mitochondriale Forschung an und hatte 2010 mit 24 Angestellten einen Umsatz von 2,1 Mio. USD.
Im September 2011 übernahm Abcam das 2005 in Bristol, UK, gegründete Unternehmen Ascent Scientific für 16 Mio. USD. Das Unternehmen bietet ca. 400 Reagenzien und Laborchemikalien für die Proteomforschung an und hatte 2010 mit 23 Angestellten einen Umsatz von 2,2 Mio. USD.
Im April 2012 wurde bekannt, dass Abcam die 2002 in Burlingame, Kalifornien (USA), gegründete Unternehmen Epitomics für die im Verhältnis zum eigenen Umsatz (2012: 157 Mio. USD) relativ hohen Betrag von 155 Mio. USD kauft. Das Unternehmen bietet nach eigenen Angaben 4072 kaninchen-monoklonale Antikörper für die Grundlagenforschung (RUO) und in-vitro Diagnostik (IVD) an und hatte 2011 mit über 200 Angestellten in der Nähe von Shanghai, China und wenigen in Burlingame, USA einen Umsatz von 24,7 Mio. USD. Vor dem Verkauf hatte Epitomics die Pläne aufgegeben zum Ende 2011 an der Börse in Taiwan gelistet zu werden. Bereits 2010 wurden die Aktivitäten im Bereich therapeutische Antikörper in das neu ausgegründete Unternehmen Apexigen, Inc. ausgegliedert. Mit der Übernahme von Epitomics ist Abcam nun neben den Forschungsreagenzien auch im IVD-Bereich engagiert.

## Standorte
Neben dem Hauptsitz im Cambridge Science Park in Milton betreibt das Unternehmen Produktions- und Distributionsniederlassungen seit 2002 in Cambridge (Massachusetts), (USA), 2004 in Bristol, (GB), 2005 Eugene (Oregon), (USA), 2006 in Tokio, (Japan), 2009 in Hongkong, und San Francisco, CA (USA) und 2012 in Hangzhou (China).

## Wettbewerber

### Hersteller von Antikörpern für Forschungszwecke
- AbD Serotec
- BD Life Sciences
- Cell Signaling Technology
- eBioscience
- Life Technologies
- Merck Millipore
- Miltenyi Biotec
- RnD Systems
- Santa Cruz Biotechnology
- Sigma Aldrich
- Synaptic Systems
- Thermo Fisher Scientific

### e-Commerce Plattformen
- Antikoerper-online.de
- Antibodyresource.com
- Biocompare.com
- Linscottsdirectory.com
- Antibodies.com